# رجل الطير
رِجْل الطير أو رِجْل العصفور أو رُبَيْدَان (الاسم العلمي:Ornithopus) هو جنس من النباتات يتبع الفصيلة البقولية من رتبة الفوليات. ثمارها قرون دقيقة اسطوانية متفاوتة الطول حموية العصقة تشبة رجل الطير. بزورها صغيرة شبه كروية.

## أنواع رجل الطير
- رجل الطير المعقوف
- رجل الطير الريشي
- رجل الطير صغيرة السداة
- رجل الطير القزمي
- رجل الطير المزروع
- رجل الطير المضغوط